# Binnencontainer
Ein Binnencontainer ist ein Container, der optimal auf den Transport von Ware auf Europoolpaletten abgestimmt ist. Eingesetzt wird der Binnencontainer im innereuropäischen Verkehr, insbesondere in der europäischen Binnenschifffahrt.
Die Innenbreite beträgt 2.440 mm und ist damit auf die Maße von Europoolpaletten (1.200 mm × 800 mm) abgestimmt (entweder zwei quer oder drei längs). Die Außenbreite beträgt in der Regel 2.500 mm und entspricht damit dem europäischen Standard für den Straßenverkehr, liegt aber 62 mm über der Breite der ISO-Standardcontainer (2.438 mm). Es gibt 20 Fuß (6.055 mm), 30 Fuß (9.125 mm) und 40 Fuß (12.190 mm) lange Binnencontainer.
Das nutzbare Beladegewicht liegt bei etwa 18 Tonnen für den 20′-Container sowie bei etwa 27 Tonnen für den 40′-Container; die Container sind dafür ausgelegt, maximal sechsfach aufeinander gestapelt zu werden.
Die international genutzten ISO-Container hingegen lassen bei Nutzung von Europoolpaletten viel Raum ungenutzt, da ihre Innenbreite 2.330 mm beträgt. Andererseits passt der Binnencontainer nicht auf seegehende Containerschiffe, die für ISO-Container ausgelegt sind. Dieses Problem lässt sich aber mit Füllmitteln lösen.

## Vorteile
Der Vorteil bei der Nutzung der Binnencontainer liegt in der besseren Ausnutzung der Stellfläche und damit höheren Kapazität bei der Nutzung von Europoolpaletten. In einem herkömmlichen 40′-ISO-Container (auch als Seecontainer bezeichnet) können z. B. nur 24 Paletten transportiert werden, während der 40′-Binnencontainer den Transport von 28 Paletten ermöglicht, etwa 16 % mehr. Beim 20′-Container liegt das Verhältnis sogar bei 11 Paletten (ISO-Container) zu 14 Paletten (Binnencontainer), also ermöglicht hier der Binnencontainer den Transport von 27 % weiterer Ladung (auf die Anzahl von Paletten bezogen). Darüber hinaus erspart die Nutzung von Binnencontainern auch den Einsatz von Füllstoffen oder anderen Arten der Ladungssicherung, um ein Verrutschen der Europaletten (insbesondere beim Seetransport) zu vermeiden, da die Europaletten den Binnencontainer bündig füllen, während im ISO-Container bei der Beladung mit Europaletten wegen der inkompatiblen Maße unvermeidlich die angesprochenen Freiräume entstehen.

## Nachteile
Größter Nachteil ist die fehlende Kompatibilität mit den meisten seegehenden Containerschiffen, die den allergrößten Teil des interkontinentalen Containerverkehrs abwickeln (daher auch der Name Binnencontainer). Trotz der nur sehr geringen zusätzlichen Breite (62 mm) können nur einige wenige seegehende Containerschiffe heutzutage bereits auch die Binnencontainer an regulären Stellplätzen transportieren; alternativ wird meist nur der teure Transport als übergroße Fracht angeboten.

## Weitere Aussichten
Die EU-Kommission plant (Stand: 2013), die in Europa maximal zulässige Länge für Sattelauflieger um 11 cm zu erhöhen, um den Straßentransport von 45′-ISO-Containern zu ermöglichen (13.716 mm Außenlänge).
Auch für diese Länge existieren bereits Binnencontainer, diese können anstatt nur 27 Europaletten (reguläre 45′-ISO-Container) 33 Europaletten transportieren (15×2 quer, 1×3 längs = 13.200 mm bei 13.556 mm Innenlänge), dies entspricht 22 % mehr.
Der Einsatz von Lang-Lkw des Typs „verlängerter Sattelauflieger“ (auch als „Eurotrailer“ bezeichnet) ermöglicht zudem den Straßentransport von 48′-Container mit bis zu 36 Euro-Paletten (18 × 800 mm = 14.400 mm bei 14.480 mm Innenlänge) im europäischen Straßennetz, da die zulässige Gesamtlänge des Sattelzugs von 16,50 m auf 17,88 m steigt, was eine Länge des Aufliegers von bis zu 14,90 m ermöglicht. Entsprechende Fahrzeuge dürfen zunächst befristet bis zum 31. Dezember 2023 getestet werden; Spediteure und die DEKRA fordern mit Verweis auf den Klimaschutz jedoch die unbefristete Freigabe.
Auch in Australien werden Container eingesetzt, die optimal auf den Transport von Ware auf Europoolpaletten abgestimmt sind; Beispiel ist hier der Einsatz von 48′-Containern, die bei Außenmaßen von 14.630 mm × 2.500 mm × 2.896 mm und Innenmaßen von 14.470 mm × 2.422 mm × 2.698 mm (jeweils L×B×H) ebenfalls bis zu 36 Europoolpaletten fassen können.

## 53′-Container
Die im nordamerikanischen Binnenverkehr gebräuchlichen 53′-Container können bei 2,515 m Innenbreite ebenfalls zwei Europoolpaletten nebeneinander laden; bei einer Innenlänge von 16,002 m ergibt sich somit eine sehr große Kapazität von 40 Europaletten (20×2 quer) (Maße des 53′-Containers). Dies hat aber zurzeit nur geringe praktische Bedeutung, da in Nordamerika Europaletten kaum gängig sind, während 53′-Container wegen ihrer Größe in Europa nicht regulär auf der Straße transportiert werden dürfen. In Nordamerika hingegen entwickelt sich der zunächst nur im landgebundenen Verkehr (Straße/Schiene) gebräuchliche 53′-Container zunehmend zu einem neuen Standard im kombinierten Verkehr (Straße/Schiene/See), nachdem Reedereien begonnen haben, auf ihren Schiffen Stellplätze für die längeren und breiteren Container zu schaffen.